# 拉皮塔文化
拉皮塔文化（英語：Lapita culture）是一种史前太平洋文化。 從公元前1600年至公元前500年。考古學家認為，拉皮塔人是玻里尼西亞，密克羅尼西亞和美拉尼西亞一些沿海地區的民族的祖先。拉皮塔文化一名来自新喀里多尼亚北部省首府科内附近的拉皮塔遗址。1917年在该遗址发现了陶器碎片，随后便以该遗址命名了与这些陶器相关的考古文化。

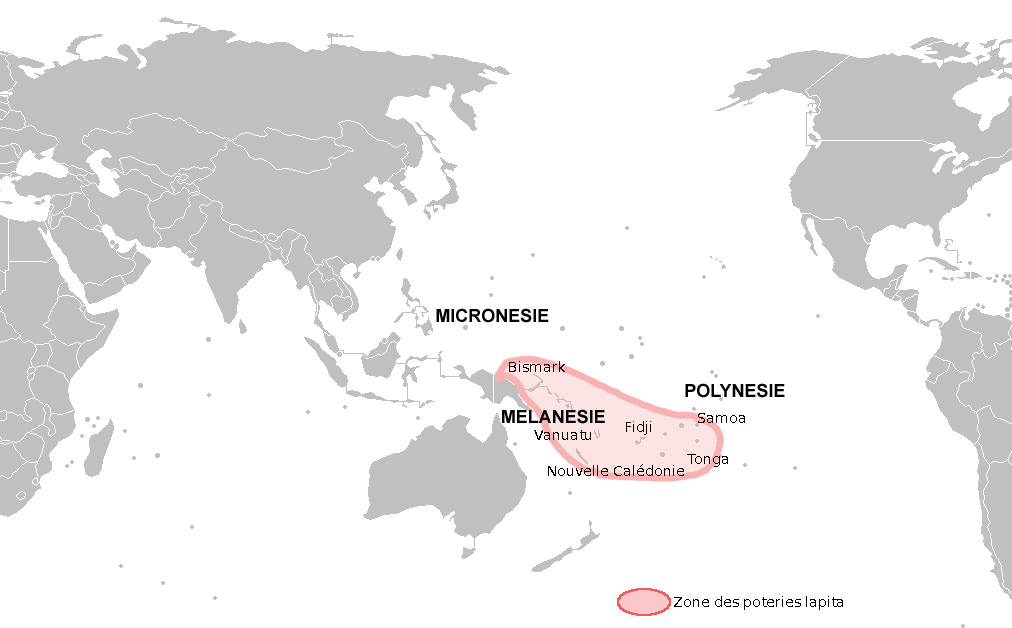
拉皮塔文化

拉皮塔文化的特點是將人類居住地擴展到大面積的以前無人居住的太平洋群島，以及獨特的陶器齒痕、黑曜石的使用和南島語系的廣泛分佈。拉皮塔人是航海技術專家，使人的活動空間伸入夏威夷群島和復活節島。
這文化的遺址由斐濟至薩摩亞也有發現，經濟以種植根部作物和樹木作物為基礎，最重要的是芋頭、山藥、椰子、香蕉和麵包果，飼養豬、狗和雞，以捕魚和買賣黑曜石和木材補充。
大多數學者認為拉皮塔文化源自公元前6000年—5000年的台灣。